# NGC 5458
NGC 5458 — часть галактики в созвездии Большая Медведица.
Этот объект входит в число перечисленных в оригинальной редакции «Нового общего каталога».